# Werlte
Werlte là một đô thị thuộc huyện Emsland, trong bang Niedersachsen, Đức. Đô thị này có diện tích 63,75 km².